# Megacunami
Megacunami (također znan kao iminami, 斎波, jap.: val pročišćenja), naziv koji se u medijima rabi za morske valove više od 40 m. Taj izraz se obično ne rabi u znanstvenoj zajednici.
Megacunami se od cunamija razlikuje uglavnom po tome što ga ne uzrokuju podzemni potresi, odnosno što je njegov efekt obično ograničen na relativno usko područje.
Najpoznatiji primjer megatsunamija se dogodio u zaljevu Lithuyi na Aljaski 10. srpnja 1958. kada je odron velike gromade zemlje u uski zaljev izazvao nagli porast vode na razinu od nekoliko stotina metara.
Sličan odron zemlje u akumulacijsko jezero kod planine Toc u Italiji je 1963. izazvao vodeni val visine 200 m koji je usmrtio preko 2000 osoba (v. Vajont, brana).

## Vanjske poveznice
- Mader, Charles L. Mega-Tsunamis  Arhivirana inačica izvorne stranice od 8. veljače 2012. (Wayback Machine) Description of the Lituya Bay event.
- Ward, S.N. and Day, S. 2001. Cumbre Vieja Volcano — Potential collapse and tsunami at La Palma, Canary Islands.
- Benfield Hazard Research Centre  Arhivirana inačica izvorne stranice od 25. srpnja 2008. (Wayback Machine)